# 斯塔羅西利齊
50°24′23″N 28°59′19″E / 50.40639°N 28.98861°E

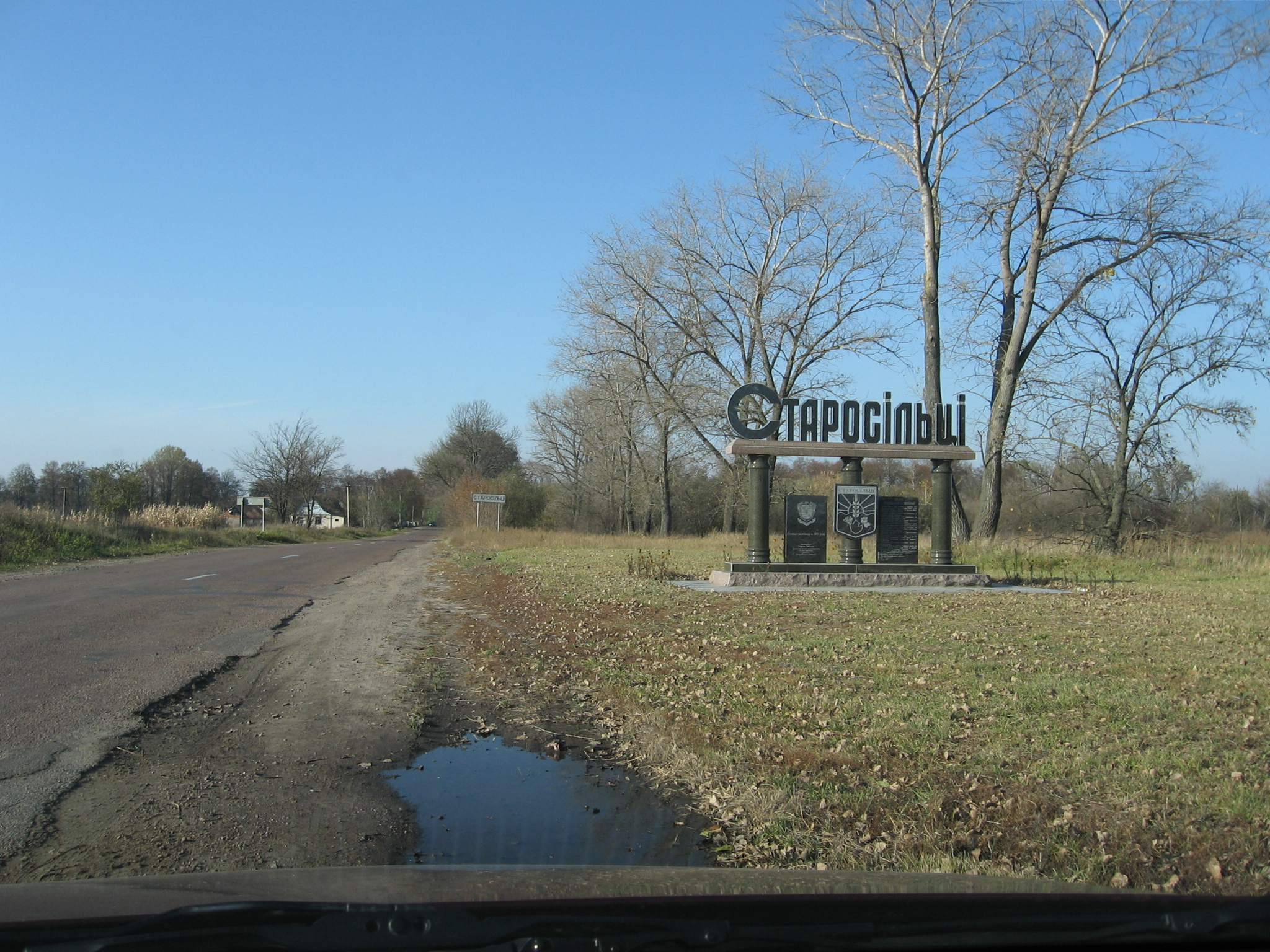
村口的标牌

斯塔羅西利齊（羅馬化：Starosiltsi）是烏克蘭北部日托米爾州日托米爾區斯塔罗西利齐市镇内的村落及其行政中心。始建於1584年，面積3.91平方公里，海拔高度179米，2001年人口770。